# Adolfo Betti

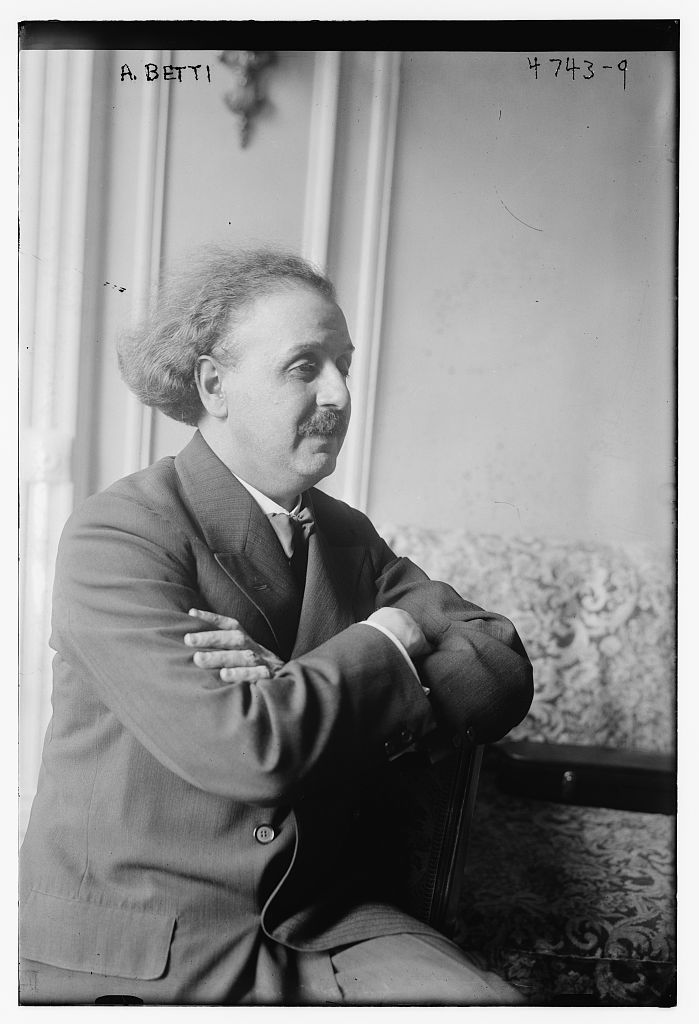
Adolfo Betti (1918)

Adolfo Betti (* 21. März 1875 in Bagni di Lucca; † 2. Dezember 1950 in Lucca) war ein italienischer Geiger und Musikpädagoge.

## Leben
Betti studierte am Konservatorium von Lucca Violine bei Augusto Michelangeli und bei Luigi Nerici Musikgeschichte, -theorie und -ästhetik. Nachdem er 1892 das Violindiplom erhalten hatte, besuchte er am Königlichen Konservatorium Lüttich einen Spezialkurs für Komposition bei Sylvain Dupuis und setzte sein Violinstudium bei César Thomson fort. 1895 erhielt er am Konservatorium den Ersten Preis in den Fächern Harmonielehre und Kammermusik, 1896 die Goldmedaille beim Abschlusswettbewerb.
1896 zog Betti nach Wien und unternahm von dort aus Konzertreisen durch Böhmen, Ungarn, Deutschland, England, Frankreich und Italien. Daneben arbeitete er als Musikkorrespondet für La Tribuna illustrata (Rom), Le guide musical (Brüssel), La Rivista musicale italiana und verschiedene österreichische Journale. 1898 wirkte er an der Inszenierung von Ippolito Ragghiantis Oper Vean Marie am Opernhaus La Monnaie in Brüssel mit.
Ab 1900 übernahm Betti als Vertreter von Thomson eine der Violinklassen am Brüsseler Konservatorium, wo er drei Jahre lang unterrichtete. Mit Alfred Pochon, Ugo Ara und Iwan D’Archambeau gründete er 1903 das Flonzaley Quartet, das in fast unveränderter Besetzung bis 1928 bestand. Es gab im Herbst 1904 private und Benefizkonzerte in New York und unternahm nach seinem ersten öffentlichen Auftritt in der Stadt mehrere große Europatourneen. Das Quartett spielte u. a. die Uraufführungen von Arnold Schönbergs Quartett D-Dur (1914), Igor Strawinskys Tre Pezzi per quartetto d’archi (1915) und Ernest Blochs Quartett h-Moll. Es hatte seinen letzten Auftritt in Europa 1928 in der Londoner Wigmore Hall und in den USA 1929 in New York.
1930 begleitete Betti Ildebrando Pizzetti bei dessen erster USA-Tournee. Danach übernahm er an der David Manners School in New York den Lehrstuhl für Kammermusik. Hier waren u. a. Erno Valasek, David Nadien und Hugo Fiorato seine Schüler. 1933 wurde er mit der Coolidge Medal ausgezeichnet. Danach kehrte er in seine Heimatstadt zurück, wo er sich vorwiegend musikwissenschaftlichen Studien widmete.